# Менська районна художня галерея
Менська районна художня галерея — створена в 1993 році за ініціативою Дмитра Калібаби, як складова Менського районного краєзнавчого музею.
Художня галерея налічує понад 600 експонатів. В експозиції картини як професійних художників, так і аматорів, колекція ікон, вироби місцевих майстрів з дерева, скла, гіпсу, глини, предмети вишивки і ткацтва, роботи гуртківців станції юних техніків, шкіл району, колекція мінералів, подарована уродженцем Мени членом Спілки художників України Геннадієм Польовим.
Тут можна помилуватися картинами: народного художника України Віктора Шаталіна «Осінній ліс», на якій зображено пейзаж біля Семенівки; Тетяни Яблонської «Весняні далі» та її дочки Гаяне Атаян «В полі»; Анатолія Радзіховського «Пам’ятник Шевченку в Києві» (до речі, художник був присутній на відкритті художньої галереї); графічними роботами Миколи Стратілата та нашого земляка з Волосківець заслуженого і народного художника України Анатолія Гайдамаки; цілим рядом картин колишнього менянина Геннадія Польового та акварельними роботами його дружини художниці Галини Гаркавенко; багатьма роботами відомих художників із серії «Седнівські мотиви».
Багато цікавих робіт самодіяльних художників. Серед них цілий ряд портретів та пейзажів Фотія Нікітченка з Бірківки, акварельні роботи Василя Никона із зображенням сільського життя, портрет «Моя бабуся» Івана Лисиці з Блистови. Прикрасою художньої галереї є картина Григорія Сірого «Біля лісу». Більше трьох десятиліть працював Григорій Маркович в Ушнянській школі вчителем образотворчого мистецтва та бібліотекарем. Майже в кожній хаті в Ушні зберігаються роботи митця.
Багата на художні таланти стольненська земля. Цікаві роботи українського художника, автора пейзажів і натюрмортів, члена Спілки художників України уродженця Стольного Петра Бредюка «Брала Галя воду», «Буйнотрав’я», «Портрет Толстого», картини: Юрченка «Лист з фронту», самодіяльного художника Миколи Геця «Роботи на Десні», «На околиці», «Біля лісу».
Щедра талантами і сама Мена. Тридцять картин художника Бориса Воловича передала ще за життя його сестра письменниця Хава Волович. Борис почав малювати, коли ще не вмів читати. Дитинство його випало на роки розрухи, наприкінці громадянської війни. Не було ні паперу, ні олівців. Малював крейдою, вугіллям на стінах, долівці, дверях. За життя багато довелося пережити Борису Володимировичу: голод, холод, репресію сім’ї, фронтову контузію. Серед пейзажів художника менські краєвиди, особливо часто зустрічаються роботи із зображенням Менського озера.
У галереї радують зір дві картини Миколи Закалюжного «Зимовий день» та «Село взимку». Микола Васильович за професією агроном, працював довгий час головним агрономом райуправління сільського господарства. У вільний від роботи час писав картини.
Цікава картина широкого формату місцевого самодіяльного художника Павла Кислюка «Демобілізувався». Багато чудових акварельних робіт студентських років Олени Харковник. Валентин Карпенко зобразив на своїх картинах краєвиди Мени та Червону Площу. Світлана Малашта подарувала галереї роботи, виконані олійними фарбами на склі: «Троянди», «Літній букет».
Прізвища давніх художників-іконописців, на жаль, не збереглися. Але серед старовинних ікон є робота художника з Мени Солохненка «Апостоли». В образі святих художник малював своїх родичів.
Цікаві ескізи представив Микола Гречуха. А Олександр Дмитренко виготовляв екслібриси для наших земляків – любителів книг.
Менщина має ще багато талановитих професійних і самодіяльних художників і майстрів, але їхніх робіт поки в галереї немає. Сподіваюсь, вони подарують щось або нададуть тимчасово для виставки.
На превеликий жаль, вже відійшли у Вічність багато художників, але вони залишили по собі неоціненний скарб – свої роботи. Вже більше восьми років немає серед нас і самого ініціатора й засновника художньої галереї Дмитра Панасовича Калібаби, але пам’ять про нього житиме вічно.

### Контакти
Адреса: Мена, вул. Червона Площа, 3 ("Будинок Культури").
Перерва на обід з 13.00 до 14.00. 
Вихідний день – середа. 